# Corps des Black Lantern

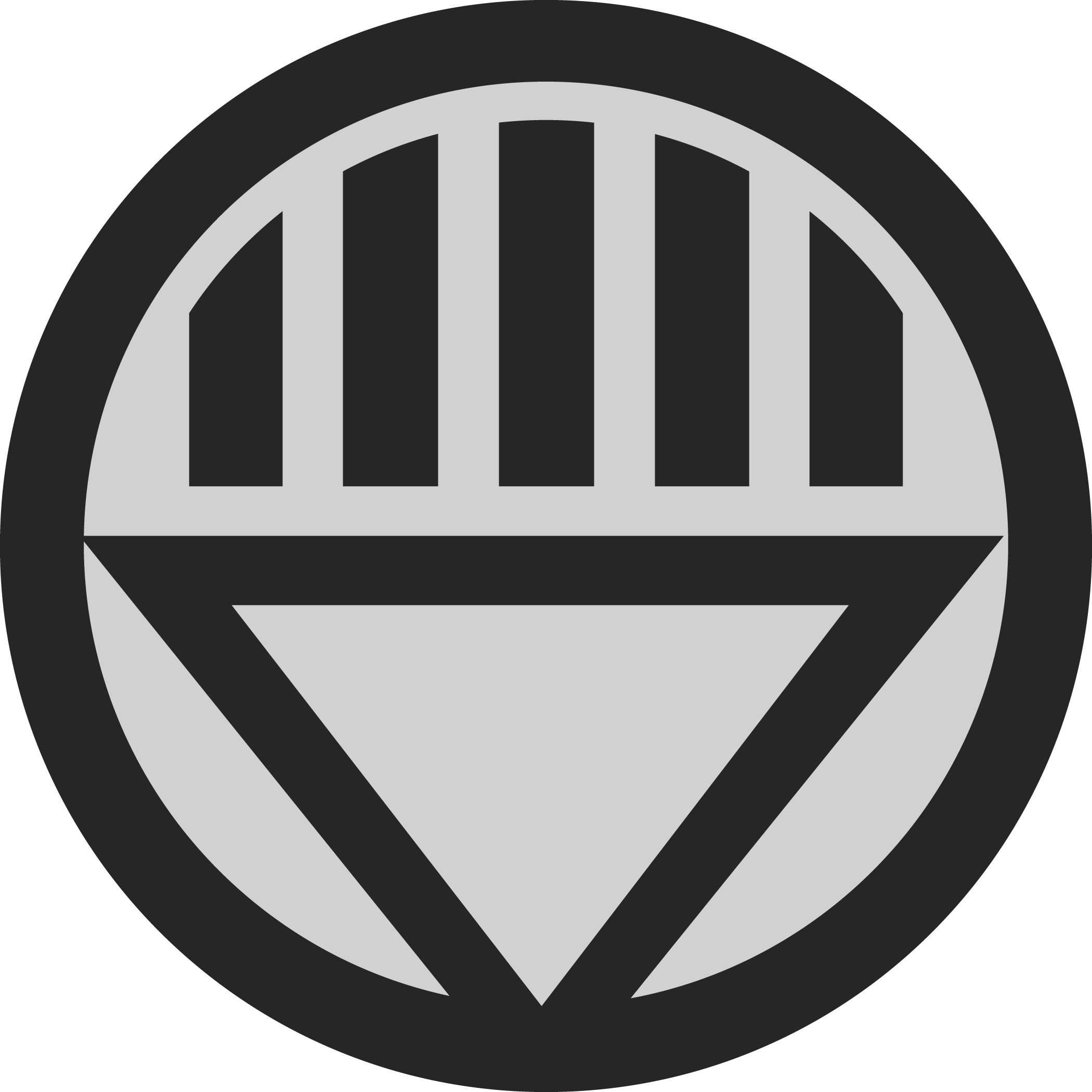
Logo du Black Lantern Corps

Le Corps des Black Lantern est un groupe de super-vilains qui apparaît dans les comics publiés par DC, notamment dans Green Lantern. Composé de défunts membres du Corps des Green Lantern réincarné en zombie, le groupe a été créé par Geoff Johns et Ethan Van Sciver dans Green Lantern volume 4 #43, paru en septembre 2009.

## Origine du Black Lantern Corps
Alors que le super-vilain Black Hand est emmené en prison, une soudaine décharge d’énergie tue ses gardiens et lui permet de s’échapper. Il entend alors une voix qui l’incite à tuer sa famille et à se suicider. Le Gardien renégat Scar arrive alors, et crée le premier anneau de pouvoir noir, qui ressuscite Black Hand. Elle révèle à ce dernier qu’il est l’archétype de la Mort, tout comme les Entités émotionnelles sont celles de la peur, de la volonté, de l’amour. Des anneaux noirs commencent alors à apparaître un peu partout dans l’univers et à ramener à la vie les morts, qui attaquent les héros de l’univers DC.
Après avoir sauvé Hal Jordan (Green Lantern) et Flash (Barry Allen) d'un assaut des Black Lanterns, Indigo-1 de la Tribu Indigo expliquera alors que ce sont les ténèbres qui existaient avant la création de l’univers qui sont la source de puissance des Black Lanterns. Bannies par la lumière blanche de la création, elles ont fragmenté celle-ci, lors de leur contre-attaque, pour former les sept couleurs du spectre émotionnel. Les évènements de Blackest Night ne sont rien d’autre qu’une nouvelle contre-attaque des ténèbres, et pour la faire échouer, il faut réunir les sept couleurs pour recréer la lumière blanche.

## Liste des Black Lanterns
Outre les chefs du Black Lantern Corps (Nekron, le Gardien rénégat Scar et Black Hand), de très nombreux héros du DC Universe ont été réanimés en Black Lantern : Martian Manhunter, Aquaman, Hawkman (Carter Hall), Amon Sur, Alexander Luthor Jr, Abin Sur, Laira, Blue Beetle (Ted Kord), Wonder Woman, Superman, Green Arrow, Donna Troy, Giovanni Zatara (le père de Zatanna), Zoom, Hal Jordan, Question (Charles Szasz), l’Anti-monitor (qui sert de source de puissance à Nekron au sein de la Batterie Centrale Noire ou encore la Chose du marais. 

## Pouvoirs et capacités
A l'instar des autres Corps, les Black Lanterns possèdent des capacités largement surhumaines, à commencer par le fait qu'ils ont tous été ramené à la vie, et que malgré leur condition de "mort-vivant", leurs anneaux noirs maintiennent leur corps et leurs fonctions vitales en état. Ils ont également une capacité de régénération surnaturelle et peuvent résister à des coups physiques d'une extrême violence, en plus d'être insensibles à la magie et de pouvoir transformer un être vivant en Black Lantern par simple morsure.
Pire encore, si un Black Lantern possédait des super-pouvoirs de son vivant, il en garde la pleine maîtrise une fois ressuscité.
Cependant, les Black Lanterns ont également quelques faiblesses :
- Ils sont sensibles à la lumière blanche des White Lanterns ou à une combinaison de la lumière verte des Greens Lanterns avec n’importe quelle autre Lumière du spectre émotionnel. Cela marche aussi si deux Lanterns de deux Corps différents frappent le même Black Lantern en même temps.
- Les pouvoirs basés sur la lumière de gens comme Doctor Light ou Halo se sont aussi montrés capables de les détruire, sans régénération ultérieure.
- Le feu les ralentit mais ne les détruit pas.
- Le lasso de vérité de Wonder Woman les affecte mais ne les détruit pas définitivement.
- Le toucher d’un Black Lantern (lorsqu’il veut enlever son cœur à une victime et la drainer de toute énergie émotionnelle) peut couper la connexion entre un autre Black Lantern et son anneau, ce qui rend le corps inerte. C’est l’arme que Jericho a utilisé contre eux en possédant les uns pour les diriger contre les autres.
- Mr Terrific a conçu une machine qui génère une impulsion énergétique capable de détruire les Black Lanterns présents dans son rayon d’action.
- Le voyage dans le temps désactive les anneaux noirs.
- Des dommages continus et infligés à un rythme plus rapide que la vitesse de régénération des anneaux noirs permettent aussi la destruction des porteurs (par exemple les régurgitations de flammes de rage des Red Lanterns).
- Ceux qui ont déjà porté un autre anneau de pouvoir avant ou sont d’origine extra-dimensionnelle ou encore transcendent les limites de la vie normale sont résistants à la possession par l’anneau noir (Etrigan, Shade, Osiris et Dove)

Contrairement aux anneaux des autres Corps, les anneaux noirs ne possèdent pas réellement de charge malgré la présence d'une batterie dans le secteur 666. En revanche, chaque fois qu’un Black Lantern  tue quelqu’un et retire son cœur de sa dépouille, une charge de 0.01 % est générée dans la batterie qui alimente alors les anneaux noirs. A noter également que même à de faibles niveaux d’énergie, les anneaux noirs permettent à leur porteur de voler et de générer des artefacts d’énergie noire. 